# 勒扎·多安
勒扎·多安（土耳其語：Rıza Doğan，1931年—2004年4月21日），土耳其男子摔跤运动员。他曾代表土耳其参加1956年夏季奥林匹克运动会摔跤比赛，获得男子古典式轻量级银牌。